# La Historia ésa, vista por Hollywood
La Historia ésa, vista por Hollywood est une série espagnole de bandes dessinées créée par Manuel Vázquez Gallego, publiée entre 1958 et 1960 au magazine Can Can, et poursuivie ensuite par Francisco Ibáñez. Il s'agit d'une série de bandes dessinées d'une page présentant des biographies humoristiques et parodiques de personnages historiques ou fictifs. Le titre est probablement dû au fait que le magazine Can Can était axé sur le monde du spectacle, mais il n'y a pas beaucoup de liens entre cette bande dessinée et les films hollywoodiens, au-delà de la moquerie possible des superproductions historiques

## Intrigue et personnages
La Historia ésa, vista por Hollywood consiste en des bandes dessinées d'une page présentant des biographies parodiques et absurdes de personnages historiques (Néron, Marie-Antoinette, Samson, etc.), mythologiques (le Minotaure, Hercule) et littéraires (le monstre de Frankenstein, Dracula, Sherlock Holmes, etc.) La relation entre ces « biographies » et l'histoire officielle était généralement faible, avec des anachronismes constants utilisés à des fins humoristiques, comme Anne Boleyn portant des clubs de golf ou Samson sauvé des Philistins par un hélicoptère. En outre, à plusieurs reprises, Vázquez traite de la vie de personnes anonymes et même de la sienne.

## Édition
La série est apparue dans le no 0 de la revue Can Can et est dessinée par Vázquez jusqu'au no 31, avant de passer la main à Francisco Ibáñez, qui la poursuit jusqu'au no 108 de cette publication en 1960. Conti et Peñarroya ont également collaboré de manière sporadique. Francisco Ibáñez étant un adepte du style de Vázquez, la plupart du public n'a pas remarqué le changement d'auteur. Plusieurs bandes dessinées d'Ibáñez sont rassemblées dans le numéro 62 de la collection Magos del Humor.

### El gran Vázquez
Dans la bande dessinée de la série correspondant au no 5 de Can Can, Vázquez se met en scène, se parodiant peut-être pour la première fois sur une pleine page en tant que débiteur impénitent fuyant constamment ses créanciers, ce qu'il exploitera plus tard dans de nombreuses autres de ses œuvres, notamment dans Los cuentos del Tío Vázquez (1968) et Yo, dibujante al por mayor (1982). Francisco Ibáñez, en continuant la série, a utilisé la caricature de Vázquez lorsqu'il avait besoin de faire apparaître un personnage débiteur, de sorte que le dessinateur apparaît à nouveau dans les bandes dessinées correspondant aux nos 51, 60 et 66 de Can Can.

## Autres caractéristiques
La Historia ésa... se distingue également par ses réminiscences gréco-romaines, qui forcent le premier anachronisme et imposent une distance comique à son contenu.

## Accueil
Martínez Peñaranda, dans Vázquez : El dibujante y su leyenda, la décrit comme « une œuvre brillante qui contient une vision extrêmement comique et parodique. » Elle constitue également un autre des défis formels que Vázquez s'imposait périodiquement. De plus, selon Guiral, après le départ de Vázquez, la série a été maintenue à un niveau décent par Ibáñez.